# Copeoglossum redondae
Copeoglossum redondae es una especie de escamosos de la familia Scincidae.

## Distribución geográfica
Es endémica de la isla Redonda (Antigua y Barbuda).

## Estado de conservación
Se encuentra amenazada por la pérdida de su hábitat natural.